# Рантерија (Палермо)
Рантерија је насеље у Италији у округу Палермо, региону Сицилија.
Према процени из 2011. у насељу је живело 25 становника. Насеље се налази на надморској висини од 175 м.